# Proasellus lykaonicus
Proasellus lykaonicus és una espècie de crustaci isòpode pertanyent a la família dels asèl·lids.

## Hàbitat
És una espècie demersal.

## Distribució geogràfica
Es troba a Turquia: la cova Korukini (la província de Konya).